# Elateropsis peregrinus
Elateropsis peregrinus là một loài bọ cánh cứng trong họ Cerambycidae.